# Campo de los Andes
Campo de los Andes est une localité rurale argentine située dans le département de Tunuyán, province de Mendoza.

## Forces armées
Les forces armées argentines disposent de vastes terrains dans la région, avec la garnison militaire de Campo de los Andes. Toutefois, le poids de la population militaire dans la localité est inférieur à 8 %.
| Unités de la Garnison de l'armée Campo de los Andes  | Abréviation  |
| ---------------------------------------------------- | ------------ |
| 15e régiment de cavalerie des éclaireurs de montagne | RC Expl M 15 |
| Bataillon d'ingénierie de montagne 8                 | B Ing M 8    |